# Chondracanthus kabatai
Chondracanthus kabatai – gatunek widłonoga z rodziny Chondracanthidae. Nazwa naukowa tego gatunku skorupiaków została opublikowana w 2020 roku przez zespół indyjskich biologów w składzie: Panakkool Thamban Aneesh, Ameri Kottarathil Helna i Appukuttannair Biju Kumar. Miejsce typowe to Neendakara na południowo-zachodnim wybrzeżu Indii. Epitet gatunkowy upamiętnia Zbigniewa Kabatę – polskiego parazytologa, jednego z pionierów badań nad widłonogami pasożytującymi na rybach.